# Eupithecia subinduta
Eupithecia subinduta là một loài bướm đêm trong họ Geometridae.